# Ana Križanac
Ana Križanac (1983.) je hrvatska rukometašica. Igra na mjestu vratarke. Igrala je za hrvatsku reprezentaciju.
Igrala je za Split 007 Miletić.